# Swara Bhaskar
Swara Bhaskar (Delhi, 9 aprile 1987) è un'attrice indiana.
Diviene famosa nel 2011 dopo aver interpretato il ruolo di Payal nella commedia romantica Tanu Weds Manu e quello di Bindiya nel film Raanjhanaa. Entrambe le performance le hanno fatto ottenere la nomination al Filmfare Award per la miglior attrice non protagonista.

## Filmography
| Anno | Titolo                               | Ruolo                | Note |
| ---- | ------------------------------------ | -------------------- | --- |
| 2009 | Madholal Keep Walking                | Sudha M. Dubey       | |
| 2010 | Guzaarish                            | Radhika Talwar       | |
| 2010 | The Untitled Kartik Krishnan Project | Swara Bhaskar / Maya | |
| 2011 | Tanu Weds Manu                       | Payal Sinha          | Nominata—Filmfare Award per la miglior attrice non protagonista Vittoria -Zee Cine Award per la miglior attrice non protagonista                                                              |
| 2011 | Chillar Party                        | Battle Hour Anchor   | |
| 2013 | Listen... Amaya                      | Amaya Krishnamoorthy | |
| 2013 | Aurangzeb                            | Suman                | |
| 2013 | Raanjhanaa                           | Bindiya              | Nominata—Filmfare Award per la miglior attrice non protagonista Vittoria-Zee Cine Award per la miglior attrice non protagonista Vittoria-Screen Award per la miglior attrice non protagonista |
| 2013 | Machhli Jal Ki Rani Hai              | Ayesha Saxena        | |
| 2013 | Sabki Bajegi Band                    |                      | |
| 2014 | Mango                                | Tarini               | |
| 2014 | X                                    |                      | |
| 2015 | Prem Ratan Dhan Payo                 |                      | Produzione |